# Каталітична активність
Каталіти́чна акти́вність (англ. catalytic activity) або активність каталізатора — характеристика здатності каталізатора прискорювати хімічну реакцію. З підвищенням каталітичної активності швидкість хімічної реакції зростає.

## Визначення
Каталітична активність визначається як різниця між швидкостями однієї і тієї ж реакції в даних умовах: за присутності каталізатора та без нього, або як відношення цих швидкостей. Каталітична активність залежить від природи та кількості активних центрів, які беруть участь в каталітичному процесі. В ідеальному випадку, коли всі активні центри каталізатора беруть участь у каталізі, каталітична активність — максимальна кількість молекул, що прореагували на одному активному центрі за одиницю часу.
Одиницею вимірювання каталітичної активності в системі SI є катал. Один катал дорівнює активності такого каталізатора, який прискорює швидкість хімічної реакції на один моль за секунду: 1 кат = 1 моль · c−1.

## Застосування
Значення каталітичної активності використовують для технологічних розрахунків, для порівняльної оцінки каталізаторів під час їх вибирання, як характеристику якості каталізаторів тощо.